# Balanus provisoricus
Balanus provisoricus is een zeepokkensoort uit de familie van de Balanidae. De wetenschappelijke naam van de soort is voor het eerst geldig gepubliceerd in 1961 door Kolosváry.